# Peter Malkin

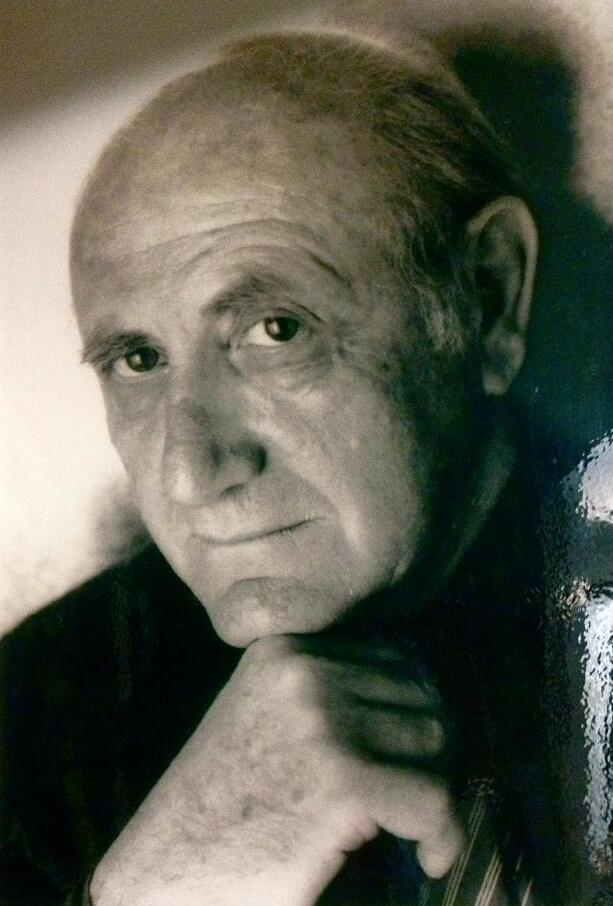
Peter Zvi Malkin

Peter Zvi Malkin (hebräisch צביקה מלחין; * 27. Mai 1927 in Żółkiewka-Osada, Powiat Krasnostawski der Woiwodschaft Lublin im östlichen Polen; † 1. März 2005 in New York) war ein Agent des Mossad. Seine bekannteste Aktion war die Festnahme des NS-Verbrechers Adolf Eichmann in Argentinien und dessen Transport nach Israel.

## Leben
1936 zogen seine Eltern mit Malkin im Rahmen der Alija nach Palästina. Seine Schwester wurde in einem Konzentrationslager ermordet.
Als Jugendlicher schloss er sich einer jüdischen Untergrundbewegung in Palästina an und wurde nach der Gründung des Staates Israels vom Mossad als Sprengstoffexperte angeworben.
Seine bekannteste Aktion war die Festnahme des NS-Verbrechers Adolf Eichmann in Argentinien am 11. Mai 1960. Dieser wurde von ihm nach Israel verbracht und dort von einem Gericht zum Tode verurteilt. Malkin gelang es auch, den hochrangigen sowjetischen Spion Israel Beer aufzuspüren.
Zuletzt lebte er zusammen mit seiner Frau in New York und Tel Aviv.

## Verfilmungen
Malkins Suche nach Eichmann war Gegenstand mindestens zweier Filme. Der Fernsehfilm Der Mann, der Eichmann jagte aus dem Jahr 1996 basiert auf seinem eigenen Buch und er wurde von Arliss Howard dargestellt. In Operation Finale (2018) übernahm Oscar Isaac die tragende Rolle. 

## Veröffentlichung
- mit Harry Stein: Ich jagte Eichmann. Piper, München 1994, ISBN 3-492-11806-2.